# Etnias de Liberia

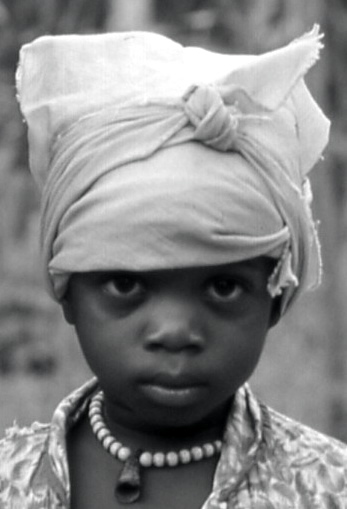
Niña kpelle, la etnia más numerosa en Liberia.

En Liberia hay tres grupos principales de población, los pueblos indígenas, que son mayoría y que emigraron de Sudán occidental en la Edad Media, los inmigrantes negros que llegaron de Estados Unidos y las Indias occidentales, y otros inmigrantes negros de los estados vecinos de África Occidental que llegaron durante el fin de la esclavitud. La mayor parte de los americo-liberianos llegaron entre los años 1820 y 1865, y después siguieron llegando en pequeños grupos. Estos grupos de inmigrantes crearon la República de Liberia en 1847 y controlaron el poder hasta el golpe militar de 1980.
Los primeros habitantes del país fueron los pueblos gla y kissi que llegaron desde el centro-norte de África en el siglo XII. Se les unieron los hablantes de lenguas kru (kru, kuwaa, bassa, khran y dei), y en el siglo XV, los de lenguas mandinga (gio, mano, loma, gbandi, mende y kpelle). Empezaron comerciando con Malí y en el siglo XV con los primeros europeos, primero minerales y especias, y luego esclavos, siendo los kru los principales esclavistas, que se tatuaban una línea vertical en el centro de la frente para ser identificados.

## Grupos étnicos de Liberia

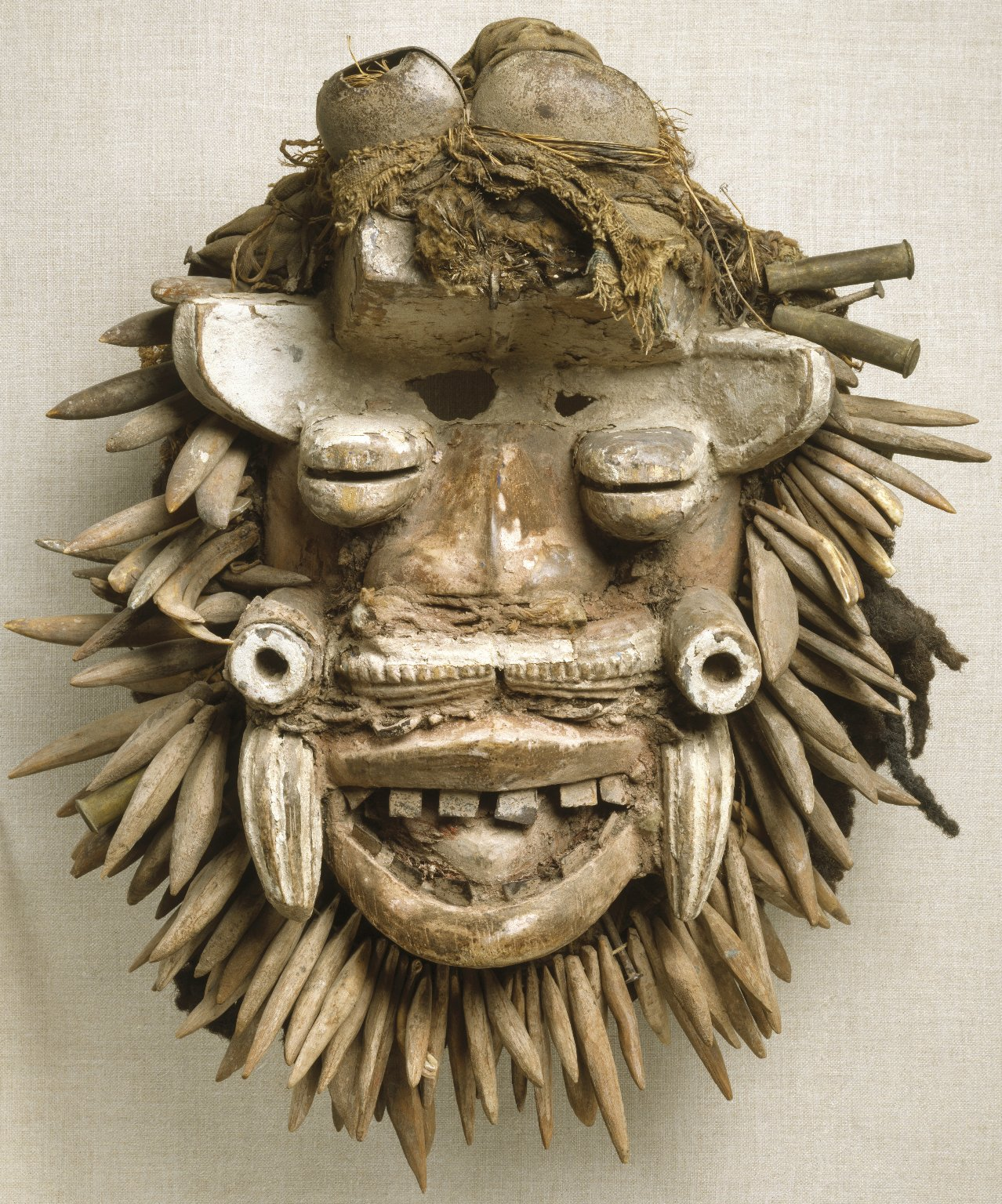
Máscara gio (dan) en el Museo de Brooklin.

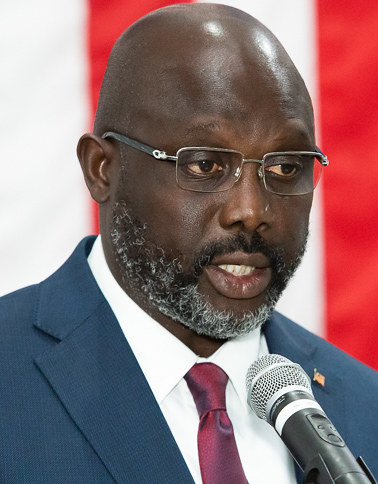
George Weah, de la etnia kru, presidente de Liberia en 2020.

En Liberia hay 16 grupos étnicos principales: kpelle, 20,3%; bassa, 13,4%; grebo, 10%; gio, 8%; mano, 7,9%; kru, 6%; loma, 5,1%; kissi, 4,8%; gola, 4,4%; krahn, 4%; vai, 4%; mandingo, 3,2%; gbandi, 3%; mende, 1,3%; sapo, 1,3%; otros liberianos, 1,7%; otros africanos 1,4%, no-africanos 0,1% (estimado 2008).
- Kpelle, en torno a 1 millón, el 20% de la población de Liberia, procedentes del Sudán actual, que en el siglo XVI se desplazaron hacia la costa. Ocupan el centro de Liberia. A veces se llaman guerze. Hablasn una variante del mandingo. Muchos todavía viven de la agricultura de subsistencia, en cabañas tradicionales o con techo de zinc. Su principal alimento es el arroz, complementado con yuca, hortalizas, cacahuetes, caña de azúcar y nuez de kola. Practican la roza y quema. Son polígamos y viven en casas rectangulares. Cada pueblo, de 50 a 600 personas y 10 a 150 cabañas, tiene su propio jefe. Los hombres forman una sociedad secreta, la sociedad poro y las mujeres otra, la sociedad sande, que mantienen las tradiciones y celebran ritos de iniciación específicos para mantener la cochesión social, y que comparten con los pueblos vecinos, los mende, los loma y los mano, pero no con los bassa.[4] Hay más de 600.000 en Guinea. Su área incluye pantanos, colinas, tierras bajas y ríos, con lluvias de 1800 a 3000 mm y temperaturas extremas de 19 a 36 °C. Comercian con los musulmanes vai y mandinga, algunos de los cuales conviven con ellos, así como con los mercaderes libaneses y los voluntarios del Cuerpo de Paz americano.[5]

- Bassa, unos 600.000, el 13% de la población, tienen su propio sistema de escritura, llamado bassa vah. Son cristianos, pero muchos siguen creyendo en los espíritus ancestrales y practican rituales con sacrificios de ganado. Originarios de la zona de Costa de Marfil. Hablan el idioma bassa, una lengua kru. Son granjeros tradicionales que cultivan ñame, mandioca, taro (una variedad llamada eddoe) y banana. Viven en clanes patrilineales con un jefe por cada pueblo. Funden el cristianismo con creencias animistas.

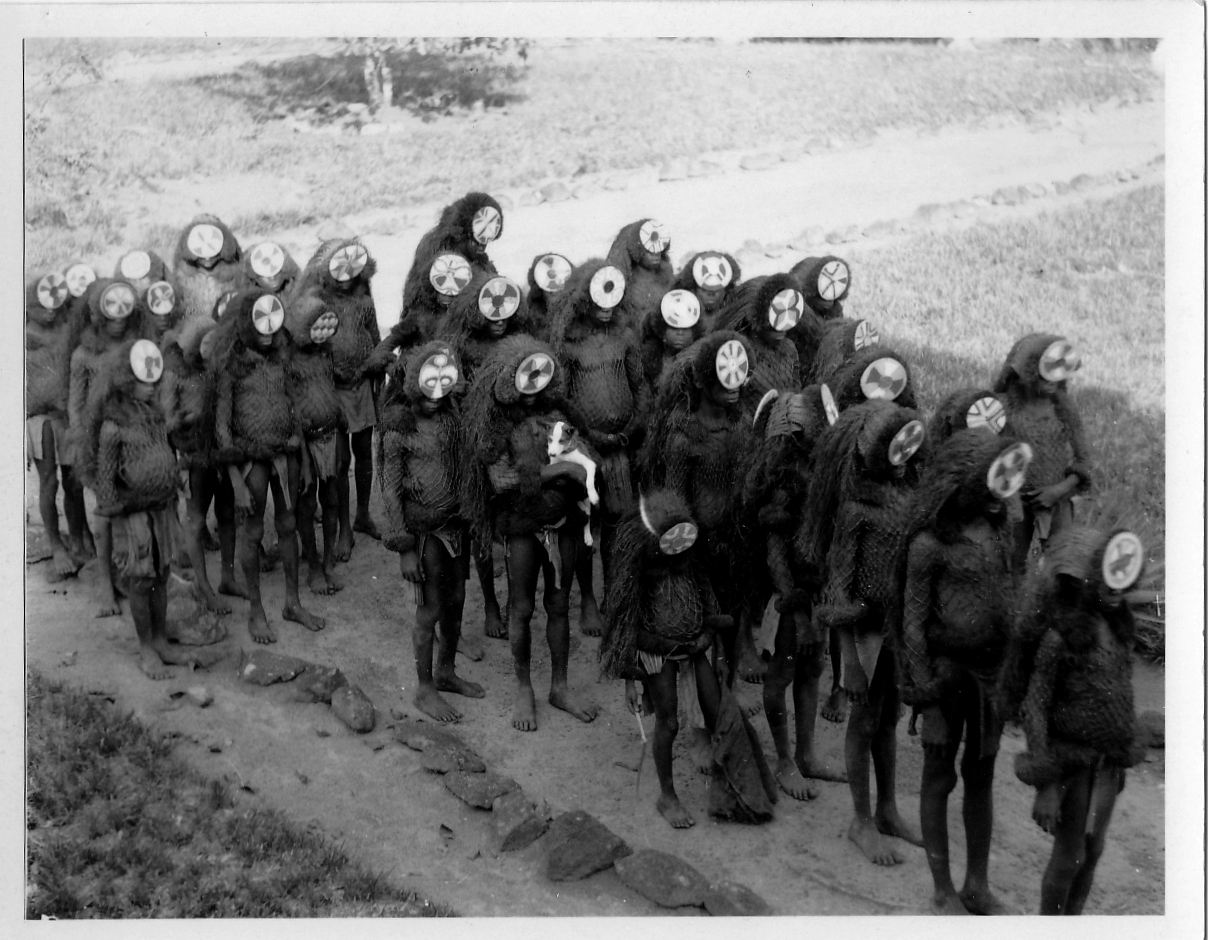
Chicos volviendo de su iniciación en la sociedad secreta poro, en Sierra Leona, que practican varias tribus de Liberia también.

- Grebo, cerca de 500.000, el 10%, son un pueblo costero y los primeros en interactuar con los colonos afroamericanos. Hablan una lengua kru, el idioma grebo. Practican también los rituales poro y sande. Las máscaras grebo circularon por París a principios del siglo XX. Una de ellas inspiró a Picasso su escultura Guitarra, de 1912.

- Gio, dan o yakuba, unos 400.000 en Liberia (otras fuentes hablan de muchos menos),[6] otros tantos en Costa de Marfil, en el departamento de Man, donde se hacen llamar yakuba. Tienen como vecinos a los khran, los kpelle y los mano. Hablan el idioma dan, una lengua mandinga. proceden del oeste de Sudán y viven en las regiones norteñas de sabana, en el condado de Nimba, en las montañas Toura y el alto Dang, entre 450 y 1200 m, en zonas apartadas. Famosos como guerreros, muchos son agricultores; los hombres cazan y pescan, mientras las mujeres cuidan la familia y cosechan. Son patrilineales y polígamos, separados por linajes en los barrios (quarters). Las máscaras dan o gio son famosas, conocidas como gle o ge, que significa tanto máscara como las fuerzas invisibles, sobrenaturales, que viven en el bosque. La religión es compleja, creen en un dios supremo creador llamado Zlan, y en un poder espiritual llamado Zu que permite la reencarnación.[7]

- Mano, cerca de 400.000 en el condado de Nimba, en el nordeste de Liberia y partes de Guinea. Proceden de Guinea y Malí. Están relacionados con los kono y los kpelle. Crían ganado, pero no ordeñan las vacas ni comen huevos, y cultivan arroz, maíz, judías, ocra, café, etc. Creen en un dios llamada Walla, y en la presencia de espíritus en los objetos. Las mujeres usan unas máscaras llamadas poro en las ceremonias, con el fin de expulsar el espíritu de los difuntos del mundo de los vivos.[8][9]

- Kru, más de 300.000. Son conocidos como estibadores y pescadores en la costa occidental de África y han establecido colonias en la mayoría de los puertos desde Dakar, en Senegal, hasta Douala, en Camerún. Son vecinos de los bassa y los grebo en la costa, y de los sikon, sapo y padebu en el interior de Liberia, donde ocupan un tercio de las tierras. Están divividos en 24 subgrupos con culturas y dialectos diferentes. Están, por tanto, muy descentralizados, con autoridades locales en cada pueblo, formando clanes patrilienales en los que los títulos militares se heredan. Su economía se basa en la pesca y el cultivo de arroz y yuca, con una fuerte emigración a Monrovia. Históricamente, son conocidos por su renuencia a ser esclavizados, de forma que en los barcos eran más valiosos como comerciantes y marineros, y se tatuaban la frente y la nariz con índigo para mostrar su condición de hombres libres. Entre los kru famosos destaca George Weah, presidente de Liberia desde 2018, su antecesora, Ellen Johnson Sirleaf, presidenta entre 2006 y 2018, el futbolista William Jebor y la gobernadora de Monrovia, Mary Broh.[10]

- Loma, más de 200.000, en las zonas norteñas, montañosas y poco pobladas de Liberia y Guinea. Hablan una lengua mandinga, similar al kpelle, con cuatro dialectos. Construyen los pueblos en zonas altas, cercanas a los mil metros, de bosque semicaduco, con bloques de diabasa y granito, y queman la sabana para plantar arroz y hortalizas, además de caña de azúcar, calabazas, boniato, tabaco, tomates, yuca, plátanos, piñas, naranjas, aguacates.[11] Tampoco son ajenos a trabajar en las plantaciones de caucho de la Firestone Natural Rubber Company[12] y el Proyecto de desarrollo agrícola del condado de Lofa.[13]

- Kissi, unos 150.000, en el cinturón de colinas cubierta por sabanas arboladas donde se encuentran Guinea, Sierra Leona y Liberia. Su base de alimentación es el arroz, que se complementa con ñame, cacahetes bananas, melones y taro. También cultivan algodón, café y la nuez de cola para exportación. En las aldeas, pequeñas, las casas son cónicas y hay un jefe que hereda el cargo, sirve como sacerdote y ejerce de intermediario entre los ancestros y los vivos.[14]

- Gola, unos 280.000. Viven el noroeste de Liberia y el nordeste de Sierra Leona. Participan de las sociedades secretas poro y sande.

- Krahn, cerca de 200.000, el 4% en Liberia, otros tantos en Costa de Marfil, hablan una lengua kru y entre ellos se encuentran los wee, guéré y sapo, como se denominan a sís mismos. Originalmente cazadores, pescadores y granjeros, en Liberia y Costa de Marfil, estas actividades insostenibles han sido sustituidas por trabajos en los campos de diamantes y en las plantaciones de caucho. Tradicionalmente, las tribus tenían un gobierno central con un hombre a la cabeza, guerreros como protección y un consejo de ancianos que negociaba con las tribus vecinas. Aun hoy, muchos practican el animismo y creen en los espíritus.[15] Samuel Kanyon Doe, presidente de Liberia entre 1980 y 1990, de la etnia khran, dio un golpe de Estado ante la represión a que estaba sometido su pueblo por la élite descendiente de los esclavos afroamericanos. Doe fue asesinado por el líder guerrillero Prince Johnson,[16] de la tribu gio, que se sentía oprimida por los khran, en alianza con otro líder guerrillero, Charles Taylor, de la tribu gola.

- Vai, unos 180.000

- Mandinga, unos 150.000

- Bandi, unos 150.000

- Mendé, principalmente en Sierra Leona

- Sapo, es un subgrupo de los krahn.

- Pueblo jabo, en el sudeste, se llaman a sí mismos gweabo y se consideran una confederación de tribus e incluso una nación. Viven en el distrito de Costa Baja de Kru (Lower Kru Coast District), en el condado de Grand Kru. Su centro de población es Nimiah. Son conocidos por su comunicación con tambores, que refleja cierto grado de prosodia en su lenguaje tonal.

## Demografía
En Liberia se calcula que en 2020 hay una población que supera ligeramente los 5 millones de habitantes (según Naciones Unidas, el 2 de abril de 2020 había 5.027.258 hab.) La esperanza de vida es de 65 años, la mortalidad infantil de 46,9 por mil nacimientos, y la mortalidad por debajo de 5 años de edad es de 64,3 por mil nacimientos. La ciudad más poblada es Monrovia, con 939.000 habitantes, seguida de lejos por Gbarnga, con 43.835 hab, Kakata, con 34.000 hab, Bensonville, con 33,200 hab, y con más de 20.000, Harper, Voinjama, Buchanan, Zwedru, New Yekepa y Greenville.
En Liberia se habla inglés como idioma oficial, aunque solo lo habla el 20% de la población, el resto habla una veintena de lenguas étnicas, entre ellas kpelle, bassa, grebo, dan, kru, mano, loma y mandingo. La religión dominante es el cristianismo, con el 85,6% de practicantes, seguida del islam, con el 12,2%, y las creencias tradicionales, con menos del 1%. La fertilidad es bastante alta, con una media de 5 hijos por mujer y una tasa de crecimiento del 2,71%. La tasa de nacimientos es de 37,3/1000 y la de mortalidad de 7/1000. El 60% de la población tiene menos de 25 años. Se han hecho esfuerzos para prevenir la mortalidad infantil y maternal, pero siguen siendo altas. La mutilacion genital la siguen practicando 10 de las 16 tribus del país y afecta a más de dos tercios de la población femenina. Por otro lado, Liberia es fuente y destino de refugiados debido a 14 años de guerra civil (1989-2003), que provocó 250.000 refugiados y otro medio millón de desplazados. Entre 2004 y 2012, la UNHCR ayudó a 155.000 liberanos refugiados a repatriarse, mientras otros volvieron a sus hogares. Liberia hospedó a 125.000 refugiados marfileños que huyeron de la violencia en Costa de Marfil en 2012 y de los que en 2017 quedaban todavía 17.000.